# Stegg
Stegg ist eine Ortschaft und eine Katastralgemeinde der Stadtgemeinde Kapfenberg im Bezirk Bruck-Mürzzuschlag in Steiermark.
Die Ortschaft befindet sich im Tal der Laming.

## Siedlungsentwicklung
Zum Jahreswechsel 1979/1980 befanden sich in der Katastralgemeinde Stegg insgesamt 35 Bauflächen mit 32.096 m² und 46 Gärten auf 55.614 m², 1989/1990 gab es 35 Bauflächen. 1999/2000 war die Zahl der Bauflächen auf 126 angewachsen und 2009/2010 bestanden 48 Gebäude auf 128 Bauflächen.

## Bodennutzung
Die Katastralgemeinde ist forstwirtschaftlich geprägt. 112 Hektar wurden zum Jahreswechsel 1979/1980 landwirtschaftlich genutzt und 684 Hektar waren forstwirtschaftlich geführte Waldflächen. 1999/2000 wurde auf 86 Hektar Landwirtschaft betrieben und 709 Hektar waren als forstwirtschaftlich genutzte Flächen ausgewiesen. Ende 2018 waren 63 Hektar als landwirtschaftliche Flächen genutzt und Forstwirtschaft wurde auf 706 Hektar betrieben. Die durchschnittliche Bodenklimazahl von Stegg beträgt 19,1 (Stand 2010).